# Авраменко, Павел Михайлович
Павел Михайлович Авраменко (28.12.1923, Сумская область — 26.9.1981) — командир отделения автоматчиков стрелковой роты 931-го стрелкового полка 240-й Киевско-Днепровской стрелковой дивизии 40-й армии 2-го Украинского фронта, младший сержант — на момент представления к награждению орденом Славы 1-й степени.

## Биография
Родился 28 декабря 1923 года в селе Кондратовка, ныне Ленинское Белопольского района Сумской области, в семье крестьянина. Украинец. Окончил 8 классов. Работал в колхозе.
В Красной Армии с 1943 года. В действующей армии с сентября 1943 года. Участник форсирования реки Днепр, освобождения Румынии, Венгрии, Чехословакии. Был ранен.
Командир отделения автоматчиков стрелковой роты 931-го стрелкового полка ефрейтор Павел Авраменко 19 августа 1944 года западнее города Камарникуль с бойцами преодолел проволочное заграждение, ворвался в траншею врага и из автомата истребил много немцев. 21 августа 1944 года с отделением отразил 7 контратак немцев. Приказом от 9 сентября 1944 года «за образцовое выполнение заданий командования в боях с немецко-фашистскими захватчиками» ефрейтор Авраменко Павел Михайлович награждён орденом Славы 3-й степени.
Командуя отделением, младший сержант Павел Авраменко в бою за населенный пункт Бечкехаза 17 декабря 1944 года под огнём поднял бойцов в атаку, вышел в расположение противника и в бою уничтожил 9 и вместе с бойцами пленил 8 солдат.18 декабря 1944 года при освобождении населенного пункта Хидбегарда лично гранатами ликвидировал пулемет с расчетом и 7 немецких солдат. Приказом от 29 января 1945 года «за образцовое выполнение заданий командования в боях с немецко-фашистскими захватчиками» младший сержант Авраменко Павел Михайлович награждён орденом Славы 2-й степени.
В бою на подступах к городу Зволен с 12 по 13 марта 1945 года в условиях горно-лесистой местности Павел Авраменко, командуя отделением, отразил 4 контратаки врага, чем способствовал выполнению боевой задачи.
Указом Президиума Верховного Совета СССР от 15 мая 1946 года «за образцовое выполнение заданий командования в боях с немецко-фашистскими захватчиками» младший сержант Авраменко Павел Михайлович награждён орденом Славы 1-й степени, став полным кавалером ордена Славы.
В 1945 году П. М. Авраменко демобилизован. Вернулся на родину. Член ВКП/КПСС с 1950 года. С 1947 года работал в колхозе, затем заведующим клубом в селе Ленинское. Умер 26 сентября 1981 года.
Награждён орденами Славы 1-й, 2-й и 3-й степени, медалями. Его имя выбито на памятном знаке землякам-героям в городе Белополье.